# For the Fans Vol. 1
Albums de Bizzy Bone
The Beginning and the End
(2004) Speaking in Tongues
(2005)
For the Fans Vol. 1 est un EP de Bizzy Bone, sorti le 2 juillet 2005.

## Liste des titres
| No | Titre                                                                     | Durée |
| -- | ------------------------------------------------------------------------- | ----- |
| 1. | Priceless (Produit par H Faktor Music)                                    |       |
| 2. | Have You Ever Been Lonely (Produit par H Faktor Music)                    |       |
| 3. | Babylon (featuring Baby Phil – Produit par Beat Brothers)                 |       |
| 4. | A Letter (Produit par Beat Brothers)                                      |       |
| 5. | Who tha Thug (Produit par Beat Brothers)                                  |       |
| 6. | Clockwise (featuring Lil' Vipa et Baby Phil – Produit par H Faktor Music) |       |